# Quatuor à cordes no 1 de Ligeti
Métamorphose nocturnes
Pour les articles homonymes, voir Quatuor à cordes no 1.
Le Quatuor no 1 est le premier quatuor à cordes du compositeur hongrois György Ligeti, succédant à l'Andante et Allegretto, première œuvre du musicien pour cette formation.

## Contexte historique
L'œuvre a été écrite entre 1953 et 1954 avant d'être révisée en 1958. La première en a été donnée le 8 mai 1958 à Vienne par le quatuor Rámor. Ce quatuor se compose de 4 mouvements, sans interruption, chacun pouvant être divisé en deux sections et la durée d'exécution est d'environ vingt minutes. Son style reste inspiré par les quatuors de Béla Bartók.
- Allegro grazioso - Presto
- Prestissimo - Andante tranquillo
- Tempo di valse, moderato, con eleganza, un poco capricioso - Allegretto, un poco giovale
- Subito allegro con moto - Prestissimo.